# United States of Banana
United States of Banana  est une œuvre de fiction postcoloniale de la poétesse portoricaine Giannina Braschi.
C’est une œuvre mixte qui mélange le théâtre expérimental, la poésie en prose, la nouvelle et l’essai avec un manifeste sur la démocratie et le pouvoir américain dans un monde après les attentats de 11 septembre. Le livre postmoderne raconte l’arrachement violent de l’auteur de sa maison du quartier Battery Park de New York.

## Giannina Braschi
Née à Porto Rico en 1953, Giannina Braschi est hispanophone d’origine et sa première œuvre prit la forme d’une trilogie poétique en espagnol, Asalto al tiempo (1981), La comedia profana (1985) puis  L'Empire des rêves/El imperio de los Sueños (1988). "Salué comme un classique postmoderne, le livre fut remarqué pour sa richesse transgénérique, ses jeux linguistiques, son inventivité et l’originalité de son expression, perceptibles à travers une multitude de voix, une véritable polyphonie bakhtinienne qu’on retrouve dans États-Unis de Banana". Cet ouvrage fut suivi en 1998 par Yo-Yo Boing!, un roman qualifié par l’auteure elle-même d’  « expérimental ». Oscillant entre l’espagnol, l’anglais et le « Spanglish », le trilinguisme de cette œuvre inclassable démontre une souplesse linguistique étonnante, en même temps qu’il met en scène une confusion fondamentale qui reflète la schizophrénie de la double appartenance culturelle et linguistique de l’immigrée. Nul doute que la virtuosité stylistique dont fait preuve États-Unis de Banana provienne de ces voix multiples qui créent un espace original où l’identité devient l’esthétique et l’esthétique l’identité. Il est tentant de rapprocher cette analyse de celle, maintenant canonique, que fait Homi Bhabha de la fiction postcoloniale dans son ouvrage de 1994 où il invente le concept d’un tiers-espace.

## Résumé:États-Unis de Banana
Le livre se compose de deux parties.
Une telle entrée en matière donne le ton pour ce qui va suivre : un voyage dantesque à travers une ville surréaliste en compagnie de la narratrice, d’Hamlet et de Zarathoustra. Leur mission est de libérer du donjon de la statue de la Liberté, Segismundo, le héros polonais de La Vie est un songe, œuvre majeure du théâtre baroque espagnol, écrite par Calderón de la Barca en 1635. La première partie du roman, intitulé « Ground Zero », est marquée par des images d’apocalypse et de destruction qui préparent le terrain pour le chamboulement qui aura lieu dans la deuxième partie, après la libération de Segismundo. Ce dernier accompagnera ses sauveurs aux Nations unies puis à Porto Rico pour un conflit ultime entre l’ancien et le nouvel empire, le nord et le sud, la majorité et les minorités. Le renversement du pouvoir est clairement illustré par le titre de la deuxième partie qui reprend celui du roman. En affublant les États-Unis de l’étiquette de république bananière et en mettant ses anciens satellites au centre du nouveau pouvoir mondial, des « Nations unies sans nations » (E-UB) peuvent entrer sur le devant de la scène politique. Une telle image d’universalisme éclairé montre bien les ambitions politiques du roman qui s’attache à déconstruire le consensus consumériste de la société américaine par une poétique de la résistance. La finalité en serait de combattre l’impérialisme, sous sa forme nouvelle comme sous sa forme plus ancienne, qu’il prenne sa source dans la légende noire, invention anglo-américaine pour « sauver » le peuple indigène de la tyrannie espagnole, ou dans les valeurs du capitalisme tardif. Pour accomplir son idéal, le roman propose aux minorités une déclaration d’indépendance dont le but est d’offrir un modèle de pensée et d’action libertaire en dehors des structures de domination.

### Ground Zero
La partie offre une critique poétique du capitalisme du XXIe siècle et de la censure corporative avec ses représentations de New York avant et pendant les attentats du 11 septembre. La première partie se déroule à travers une collection de métafiction, de nouvelles et d’essais sur la culture américaine depuis l’effondrement du World Trade Center.

### United States of Banana/États-Unis de Banana
Dans la deuxième partie, la structure change radicalement : d’une collection d’œuvres fragmentées à une œuvre théâtrale expérimentale composée de dialogues dramatiques et philosophiques. Les caractères historiques de la littérature Hamlet et Zarathustra rejoignent l’alter-ego de l’auteur, Giannina, sur une quête pour libérer le prisonnier portoricain Segismundo du cachot de la statue de la Liberté où il a été détenu par son père, le Roi des United States of Banana, pour plus de 100 ans pour le seul le crime d’avoir été né. Lorsque le roi se remarie, il libère son fils et, dans un souci de réconciliation, fait de Porto Rico le cinquante et unième État et accorde des passeports américains à tous les citoyens latino-américains.
L’œuvre expérimentale dramatise le sort des prisonniers latino-américains aux États-Unis, la position de Porto Rico comme territoire américain et la lutte de Braschi pour la liberté. En faisant voter le peuple de Porto Rico sur la liberté de Segismundo, l’œuvre satirise les trois options politiques de Porto Rico : état dans une fédération, nation et colonie.

## Productions cinématographiques et théâtrales
En 2011, le photographe américain Michael Somoroff met en scène et produit une série de courts films d’art avec l’interprétation orale de l’auteur du livre. Ces films sont montrés pour la première fois à l’Institut Cervantes de New York le 1er décembre 2012.
En 2011 et 2012, Braschi donne une série de lectures dramatiques des États-Unis de Banana pendant de grands festivals, à des centres culturels et des conventions littéraires.
En 2015, le réalisateur colombien de cinéma et de théâtre Juan Pablo Felix adapte États-Unis de Banana pour la scène. La première représentation a lieu au théâtre de Schapiro à Columbia University de New York,.

## Roman graphique
En 2017, le roman est adapté en roman graphique suédois illustré par Joakim Lindengren.